# Sainte-Gemme, Charente-Maritime

Sainte-Gemme este o comună în departamentul Charente-Maritime, Franța. În 1 ianuarie 2022 avea o populație de 1.364 de locuitori.